# Lew Alexandrowitsch Schwarz
Lew Alexandrowitsch Schwarz (russisch Лев Александрович  Шварц; * 17. November 1898 in Taschkent; † 24. Februar 1962 in Moskau) war ein sowjetischer Komponist, der v. a. für seine Filmmusiken bekannt wurde.

## Leben
Lew Schwarz schloss 1927 das Moskauer Konservatorium ab, wo er die Klasse von Konstantin Igumnow besuchte und dort am Fortepiano ausgebildet wurde. Sein Lehrer in Komposition war Georgi Catoire. In den darauffolgenden drei Jahren lehrte Schwarz Fortepiano am Musiktechnikum „Gnessin“, das später dem Gnessin-Institut Moskau unterstellt wurde. Von 1931 bis 1933 war er Konzertmeister beim Allsowjetischen Radiokomitee und tat sich dort auch als Pianist hervor.
Schwarz schrieb Stücke für über 40 Real-, Animations- und Dokumentarfilme sowie Bühnenaufzeichnungen. Er arbeitete dafür mit fast allen großen Kinostudios der Sowjetunion zusammen. Außerdem stammen diverse Instrumental- und Vokalwerke wie Suiten, Kantaten und Märsche sowie Kinder- und Estradalieder von ihm. Auf Grundlage zentralasiatischer Folklore entstanden auch Kammermusikstücke zur Begleitung von Theateraufführungen.
Schwarz bekam mit der Zeichentrickfilmerin Alexandra Sneschko-Blozkaja die Tochter Sjusanna Lwowna, die Molekularbiologin wurde und einen Chemiker heiratete. Schwarz heiratete dann Sneschko-Blozkajas Schwester Nadeschda Gawrilowna und bekam den Sohn Alexander Lwowitsch, der Künstler und Musiker wurde.
Schwarz starb 63-jährig in Moskau, seine Urne wurde auf dem Donskoi-Friedhof beigesetzt.

## Orchesterwerke (Auswahl)
- 1934: Konzert für Fortepiano und Orchester
- 1941: Konzert für Violine und Orchester
- 1942: Symphonie
- 1944: Oper Джаннат (Dschannat)
- 1947: Märchenoper Чудесный поток (Tschudesny potok) – Uraufführung durch das Leningrader Konservatorium

## Filmografie (Auswahl)
- 1935: Der neue Gulliver (Nowy Gulliwer), Regie: Alexander Ptuschko
- 1938: Gorkis Kindheit (Djetstwo Gorkowo)
- 1939: Unter fremden Menschen (W ljudjach)
- 1939: Das goldene Schlüsselchen (Solotoi kljutschik)
- 1941: Timur und sein Trupp (Timur i jego komanda)
- 1942: Das Zauberkorn (Wolschebnoje serno)
- 1945: Die Unbeugsamen (Nepokorjonnye)
- 1946: Die steinerne Blume (Kamenny zwetok)
- 1947: Erziehung der Gefühle (Selskaja utschitelniza)
- 1954: Herz ohne Liebe (Anna na scheje)
- 1954: Reifezeugnis (Attestat srelosti)
- 1955: Prinzeß Mary (Knjaschna Meri)
- 1956: Die Mutter (Mat)
- 1956: Das Schicksal des Trommlers (Sudba barabanschtschuka)
- 1958: Freundchen (Druschok)
- 1958: Mit falschen Papieren (An der Theiss) (Nad Tissoi)
- 1960: Operation Cobra (Operazia «Kobrа»)